# Tartu Maarja kirik
Tartu Maarja kirik (Mariakyrkan i Tartu) är en kyrka i stadsdelen Kesklinn i Tartu i Estland som tillhör Estniska evangelisk-lutherska kyrkan. Den byggdes som församlingskyrka för estländerna i staden och konsekrerades den 11 januari 1842.
År 1869 invigdes den första estniska sångfesten i kyrkan.
Kyrkan förstördes under andra världskriget när ryska styrkor bombade Tartu den 12 juli 1941. Flera hundra byggnader förstördes i bränderna och det enda som återstod av kyrkan var väggarna och kyrkklockan.

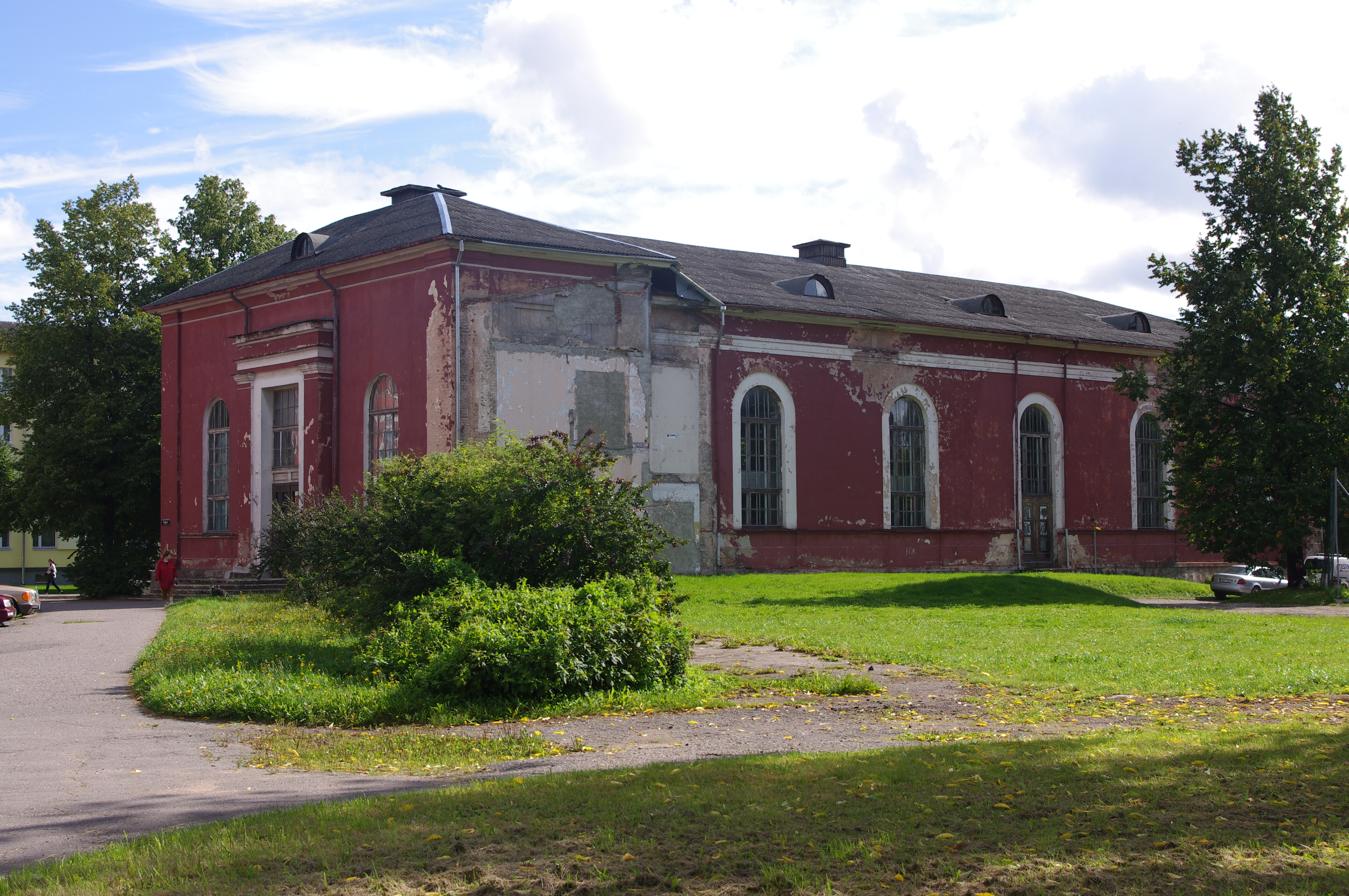
Mariakyrkan som sporthall.

Ruinerna byggdes om till en sporthall för en del av Tartu universitet och användes i mer än femtio år.
År 2009 återlämnades byggnaden till Tartu Maria församling. Kyrkan   har renoverats. En kopia av det utsprungliga kyrktornet uppfördes 2022–2024 och försågs med en förgylld kyrktupp.